# دزدان دریایی کارائیب: آرمادای نفرین‌شده
دزدان دریایی کارائیب: آرمادای نفرین‌شده (انگلیسی: Pirates of the Caribbean: Armada of the Damned) یک بازی ویدئویی نقش‌آفرینی است که در سبک بازی اکشن-ماجراجویی برای سیستم عامل مایکروسافت ویندوز، پلی‌استیشن ۳، ایکس‌باکس ۳۶۰ در حال ساخت بود. پروژه ساخت بازی در اکتبر ۲۰۱۰ لغو شد.